# غلوريا هنري
غلوريا هنري (بالإنجليزية: Gloria Henry)‏ هي ممثلة أمريكية، ولدت في 2 أبريل 1923 في الولايات المتحدة وتوفيت 3 أبريل 2021.

## وصلات خارجية
- غلوريا هنري على موقع IMDb (الإنجليزية)
- غلوريا هنري على موقع قاعدة بيانات الفيلم (الإنجليزية)